# Mockingbird Valley
Mockingbird Valley – miasto w Stanach Zjednoczonych, w stanie Kentucky, w hrabstwie Jefferson.